# هل (گیاه)
هل (گیاه) (نام علمی: Elettaria) نام یک سرده از تیره زنجبیلیان است. این گیاه در ایران نمی‌روید و به صورت کاشته شده دیده نمی‌شود اما میوه آن به نام هل در ایران به صورت رایج مصرف می گردد. گیاهی است علفی چند ساله با ساقه زیرزمینی ضخیم و ساقه های متعدد به ارتفاع ۳ متر و برگ های خطی - سر نیزه ای به طول ۷۰-۶۰ سانتیمتر گل‌های سفید و گل آذین پانیکول، که در مناطق گرم و مرطوب جهان بخصوص هندوستان می روید.